# Berufsmesser

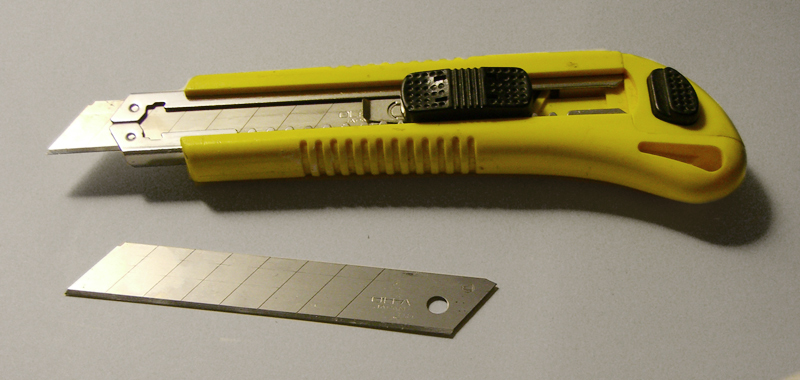
Cutter mit Ersatzklinge

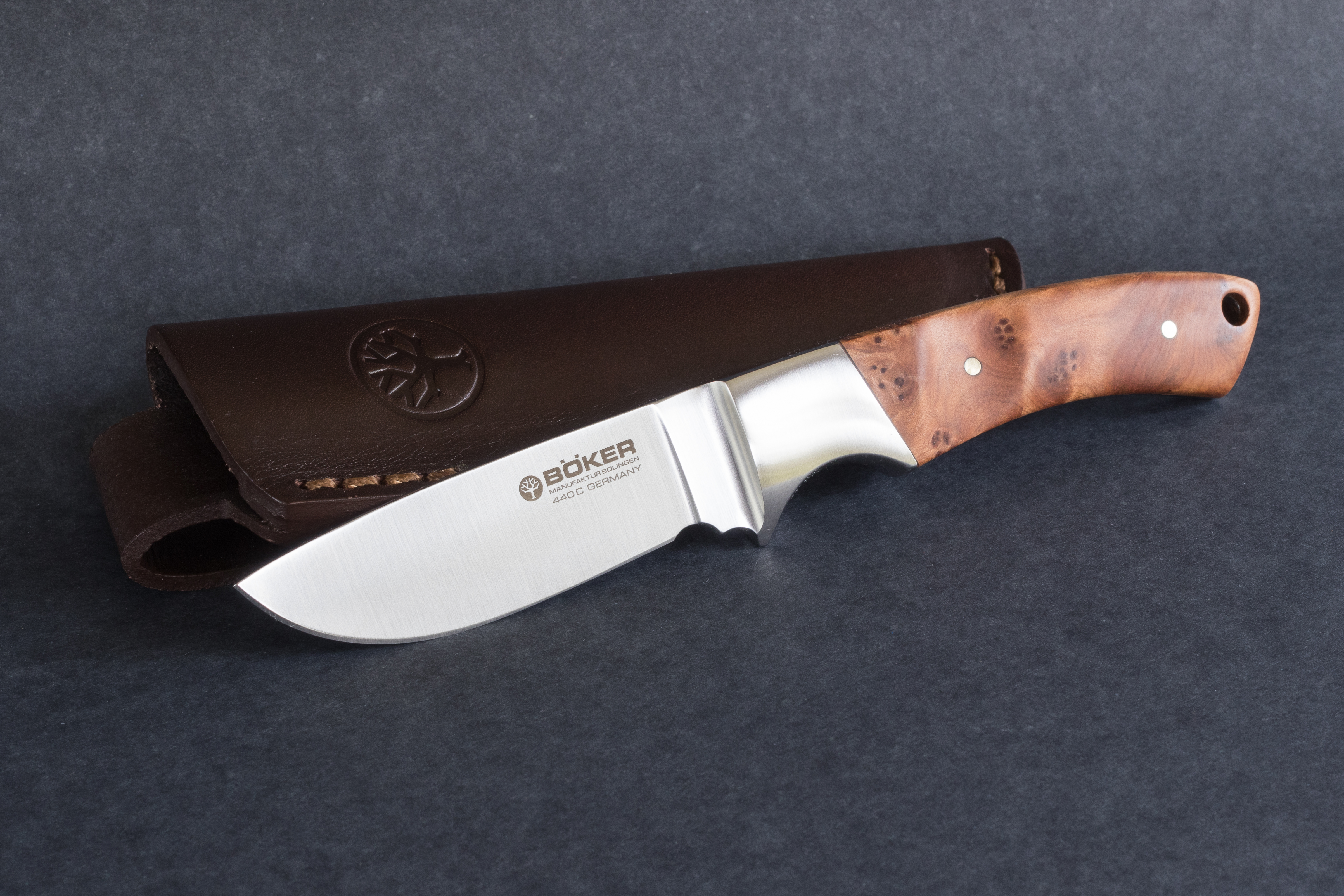
Fahrtenmesser

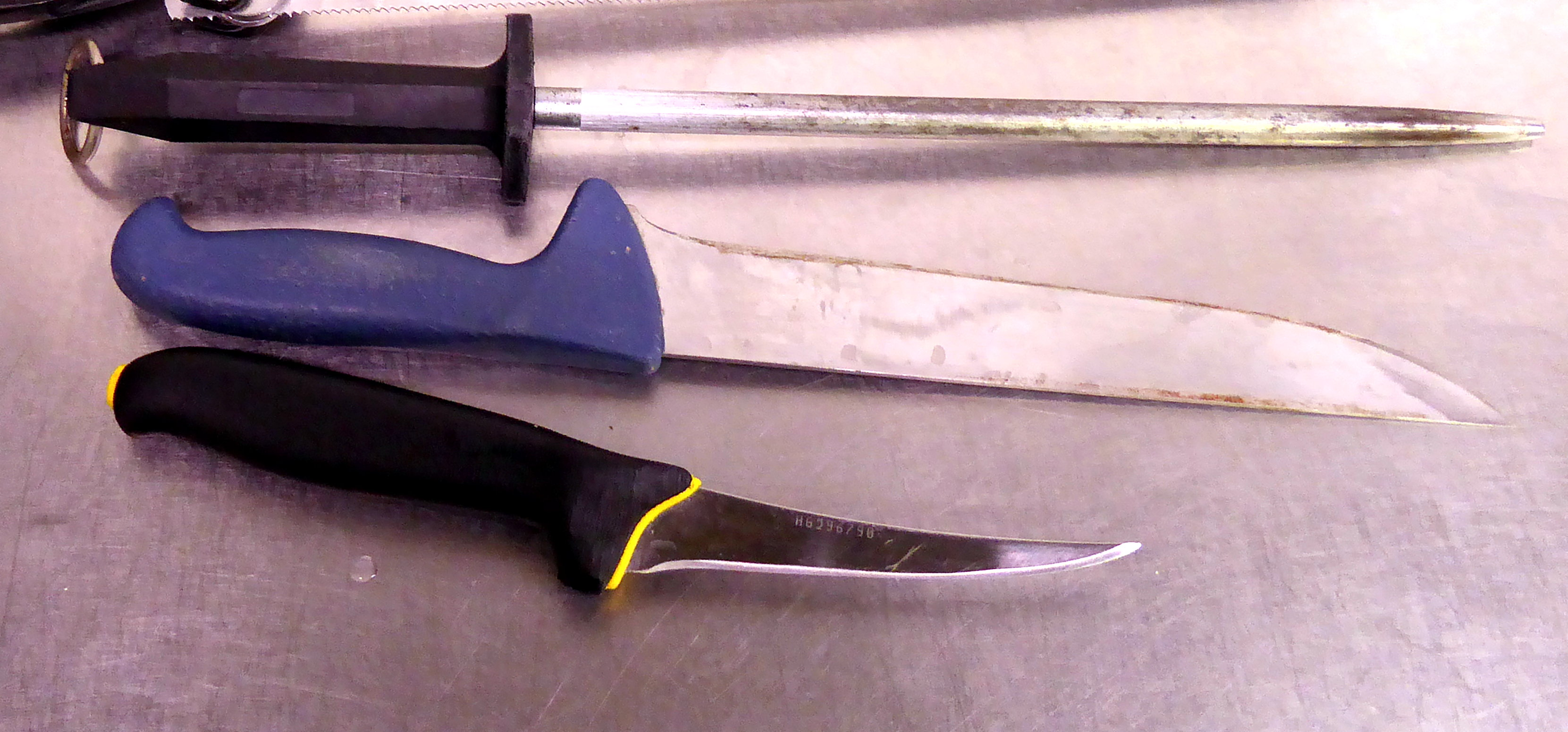
Ausbeinmesser, Fleischmesser (oben: Wetzstahl)

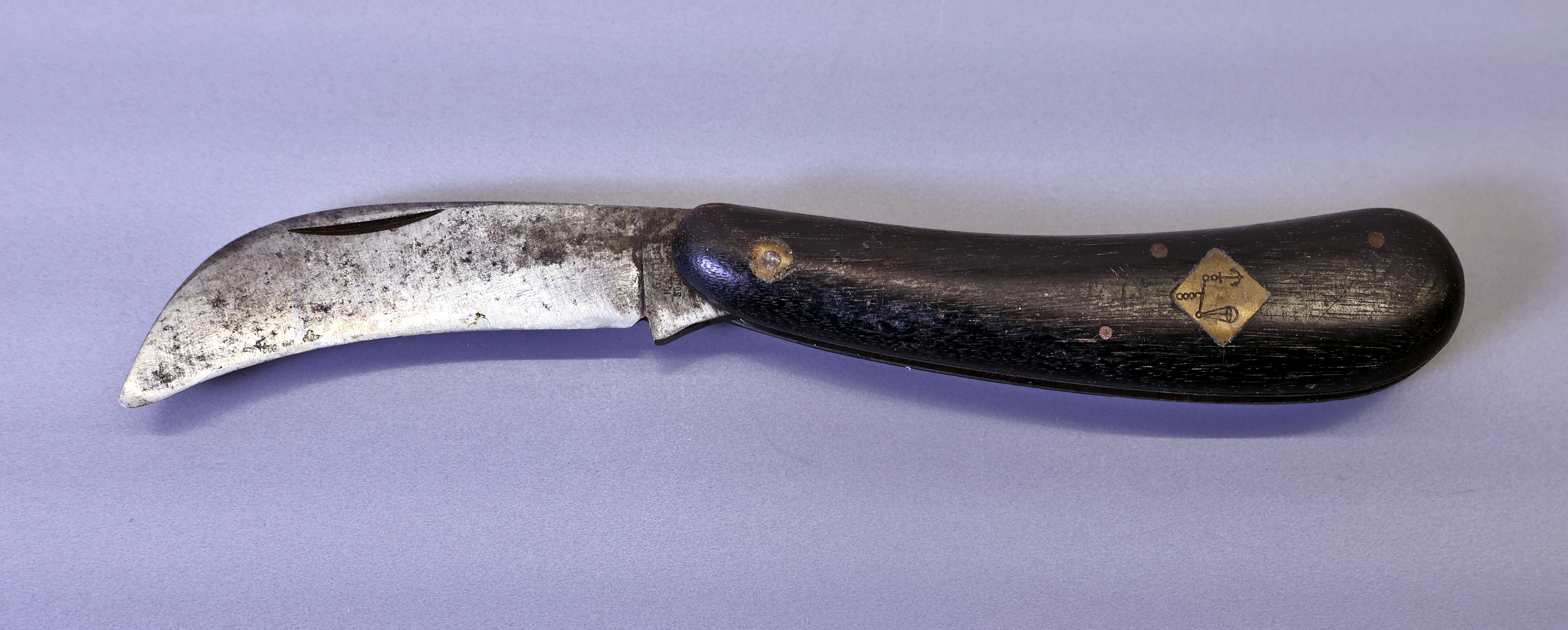
Gartenhippe mit Holzgriff

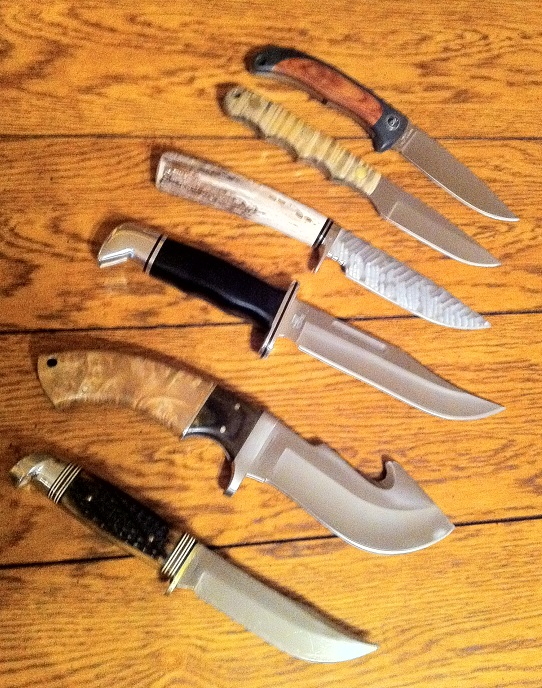
Verschiedene Jagdmesser

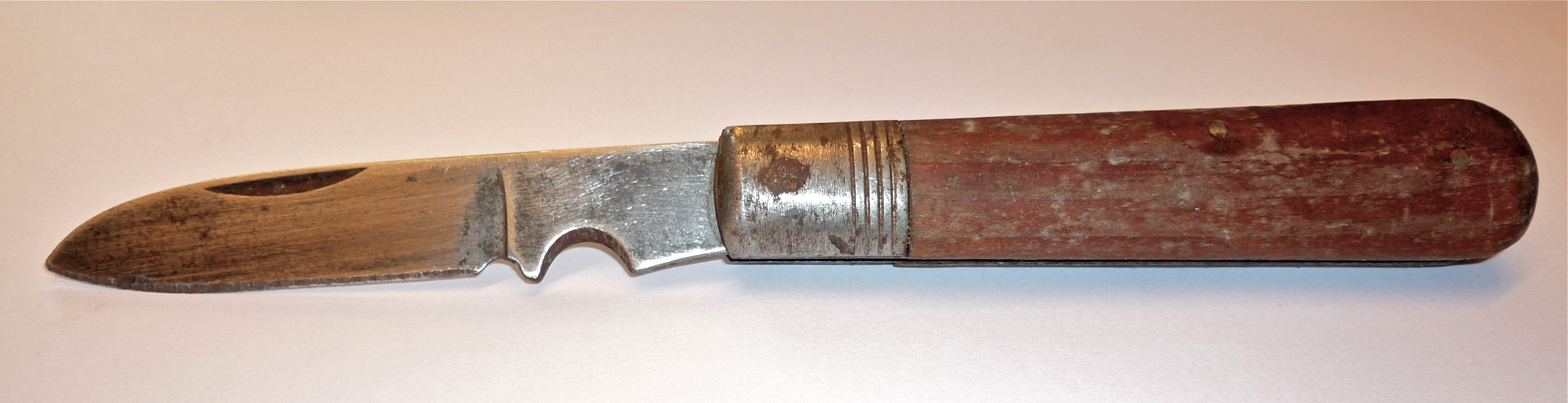
Kabelmesser

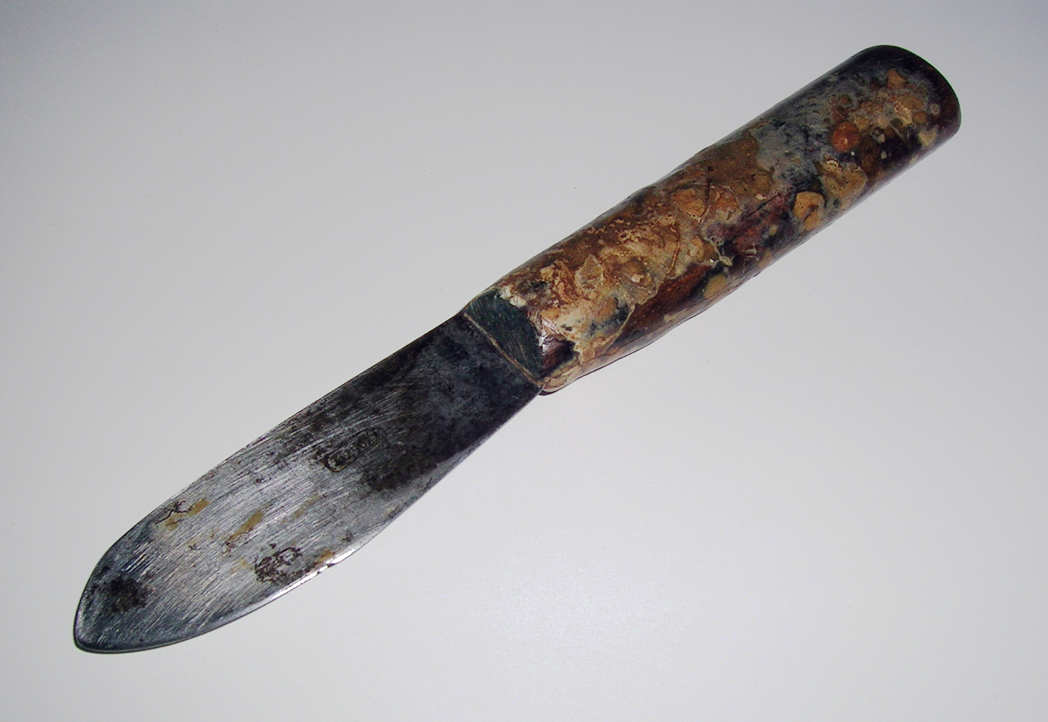
Kittmesser

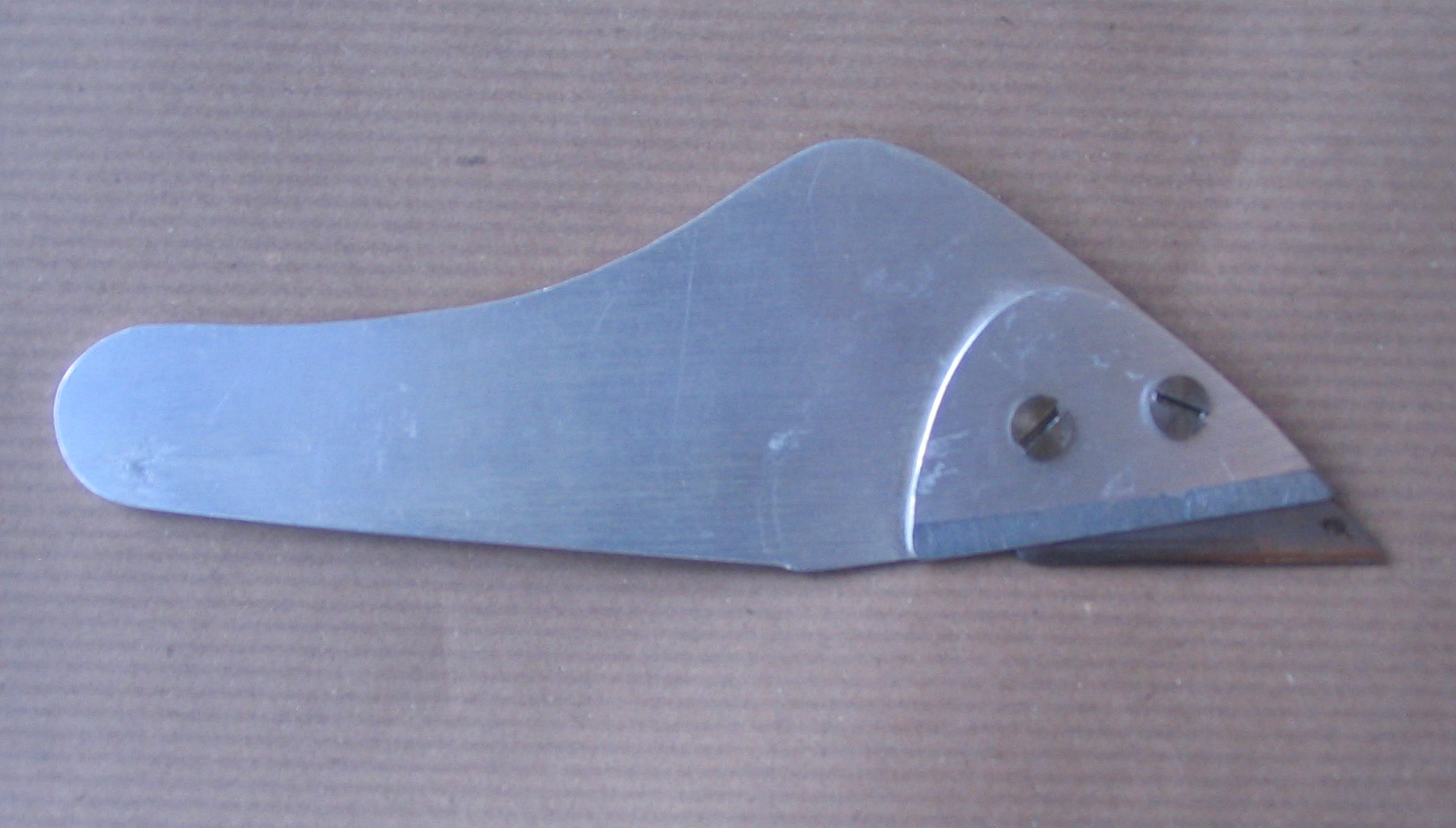
Kürschnermesser aus Aluminium

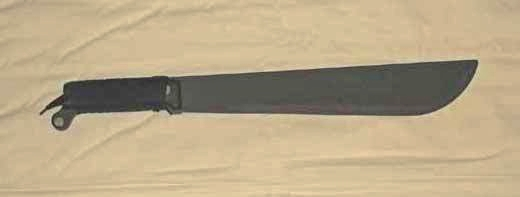
Machete

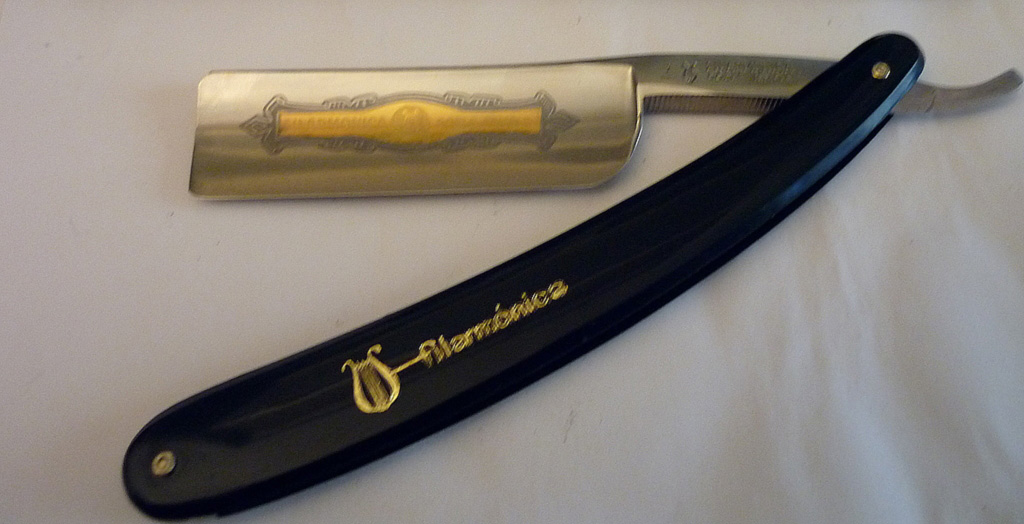
Rasiermesser

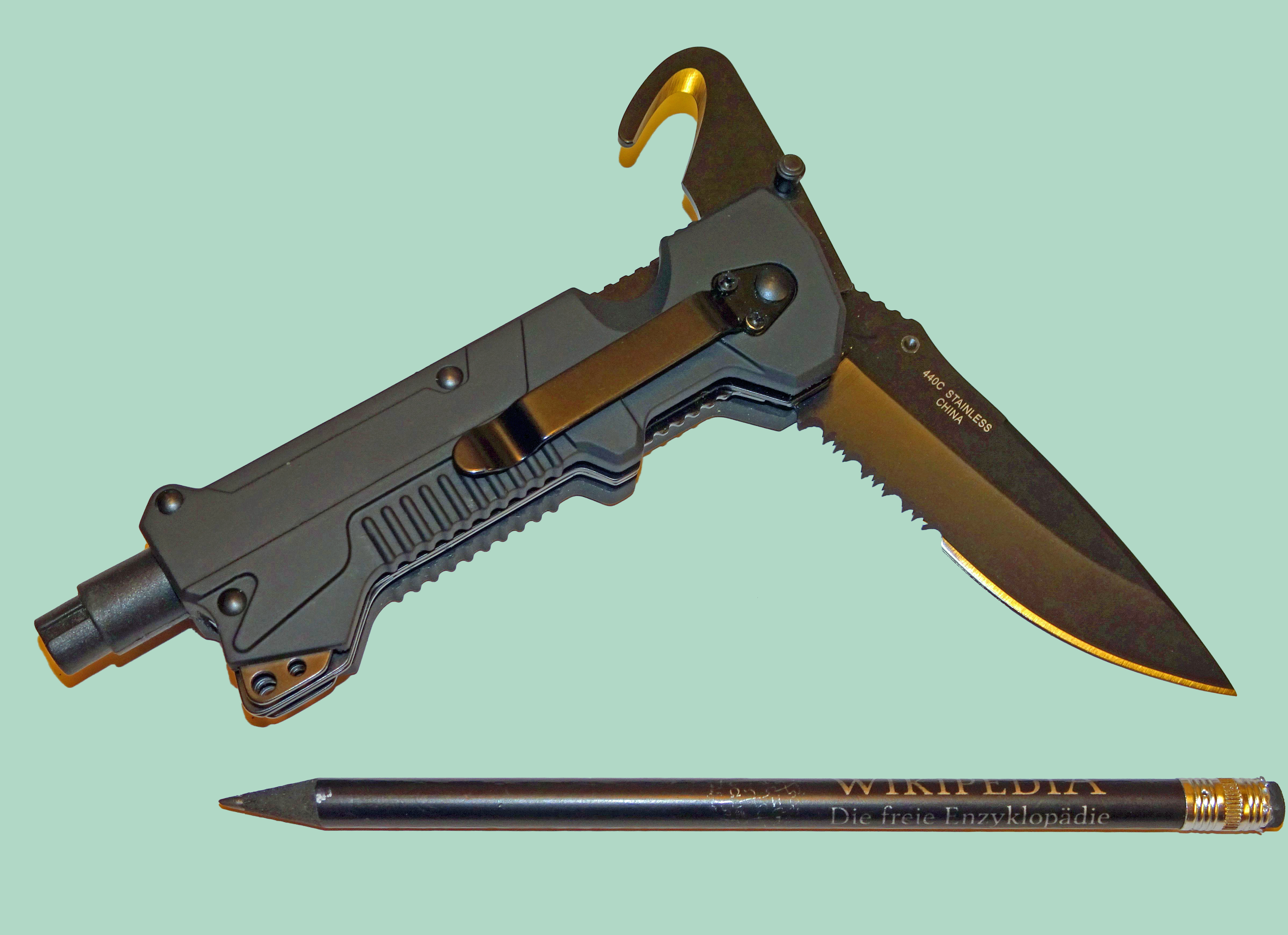
Rettungsmesser mit Gurtschneider, Federkörner, Messer und LED-Leuchte

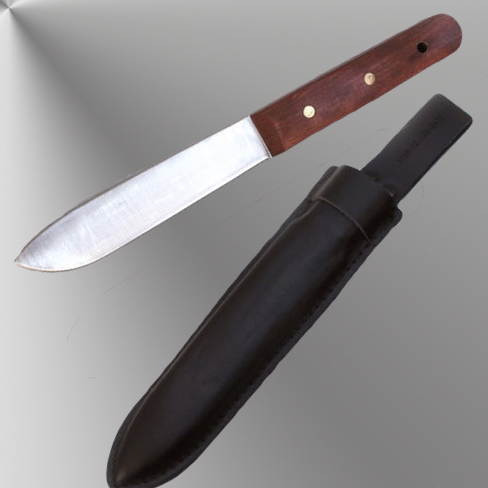
Feststehendes Takelmesser

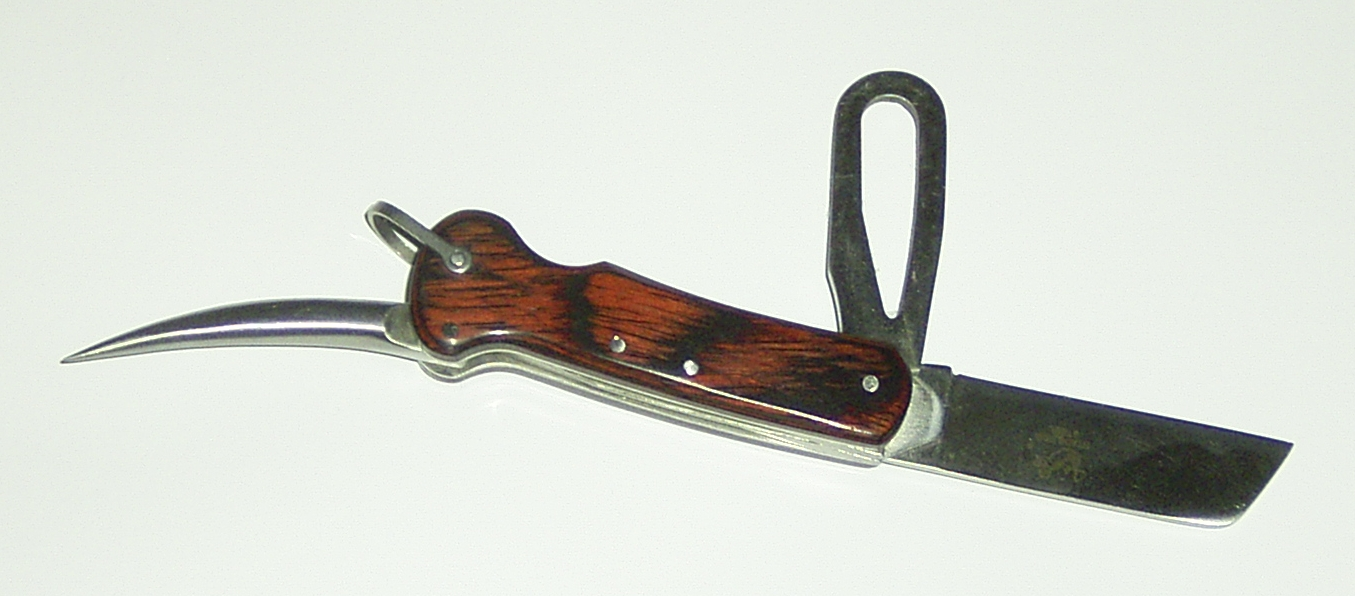
Seglermesser mit Marlspieker und Schäkelöffner

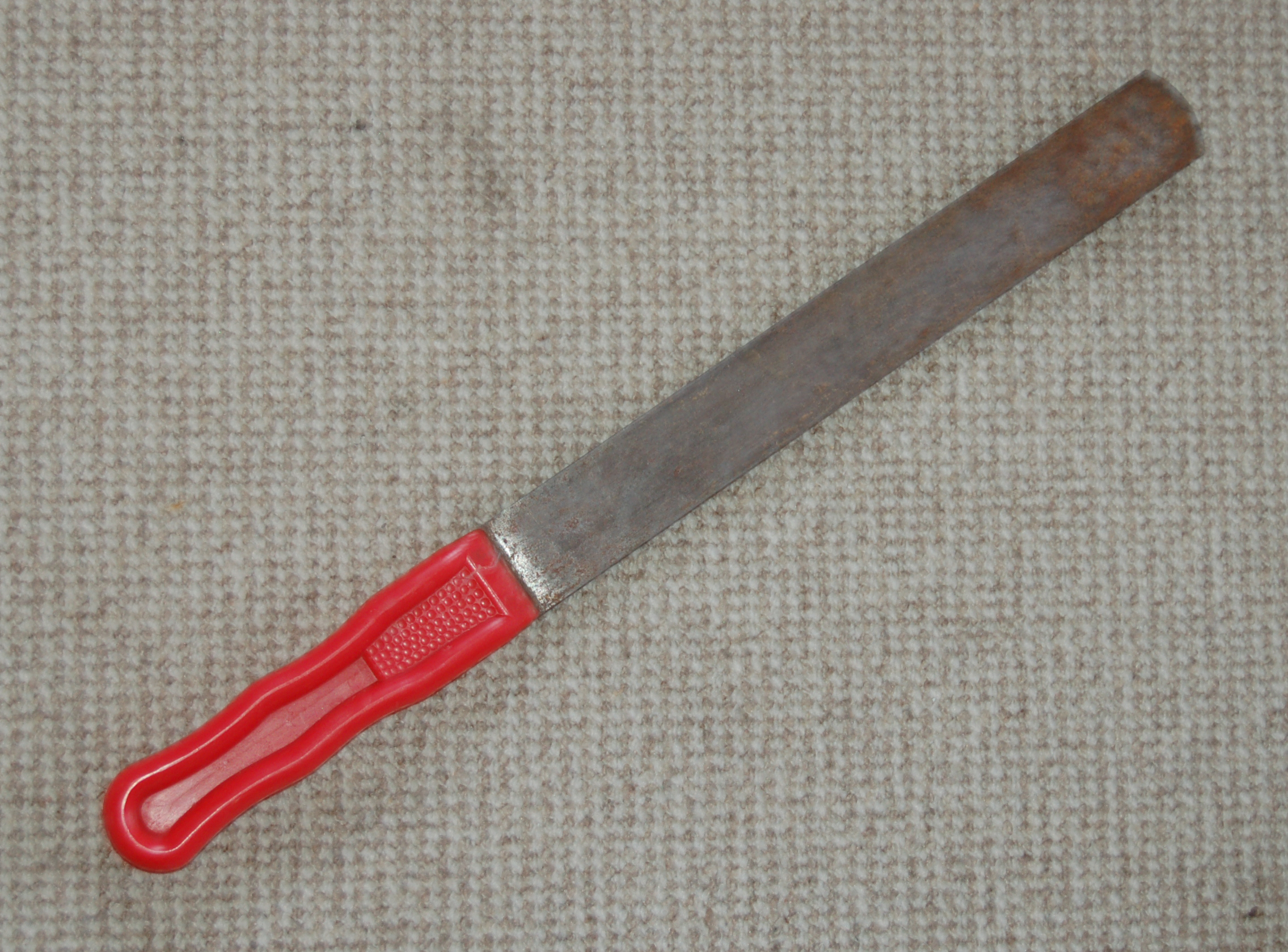
Tapetenmesser

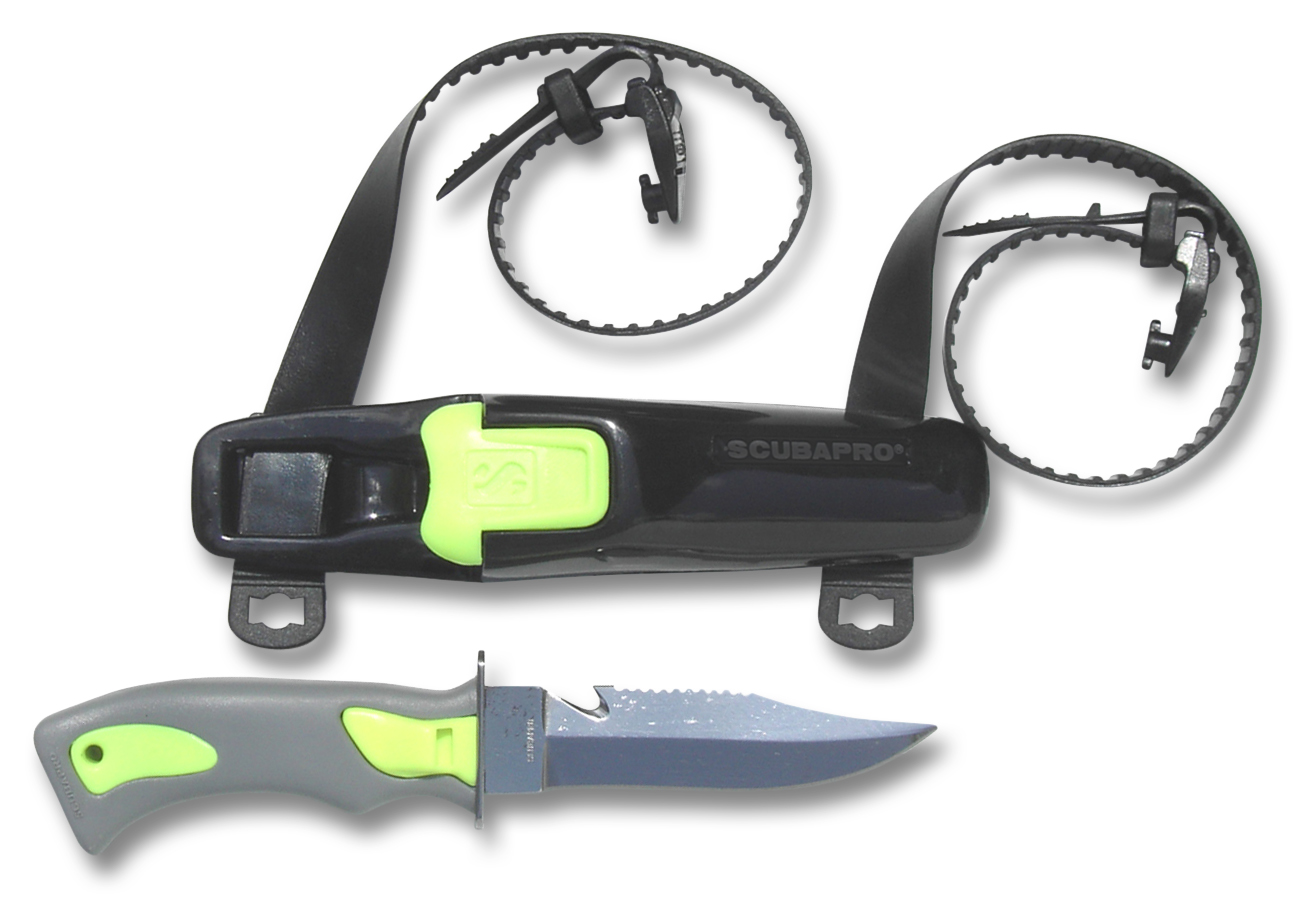
Tauchermesser

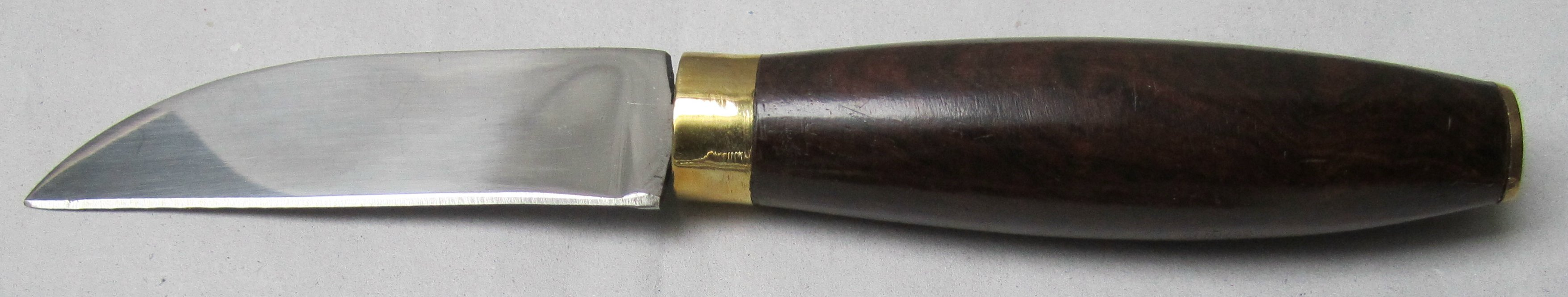
Tscherper

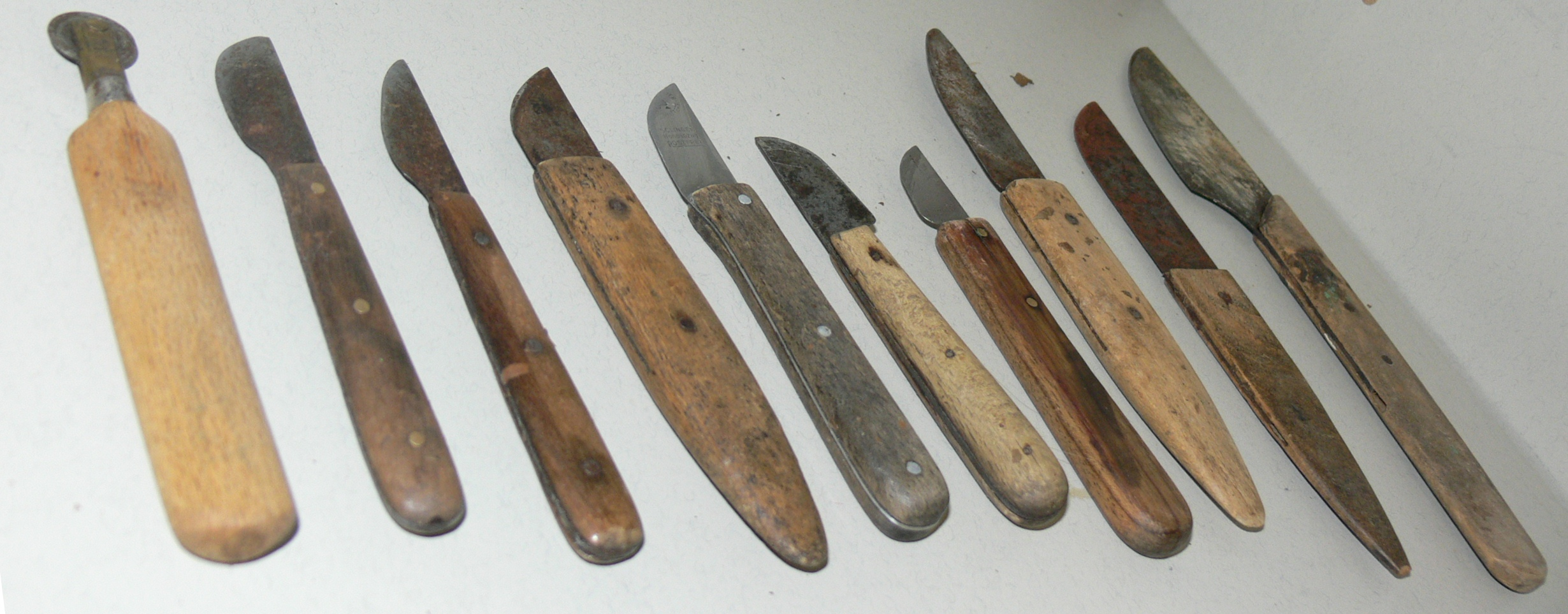
Verschiedene Zigarrenmesser

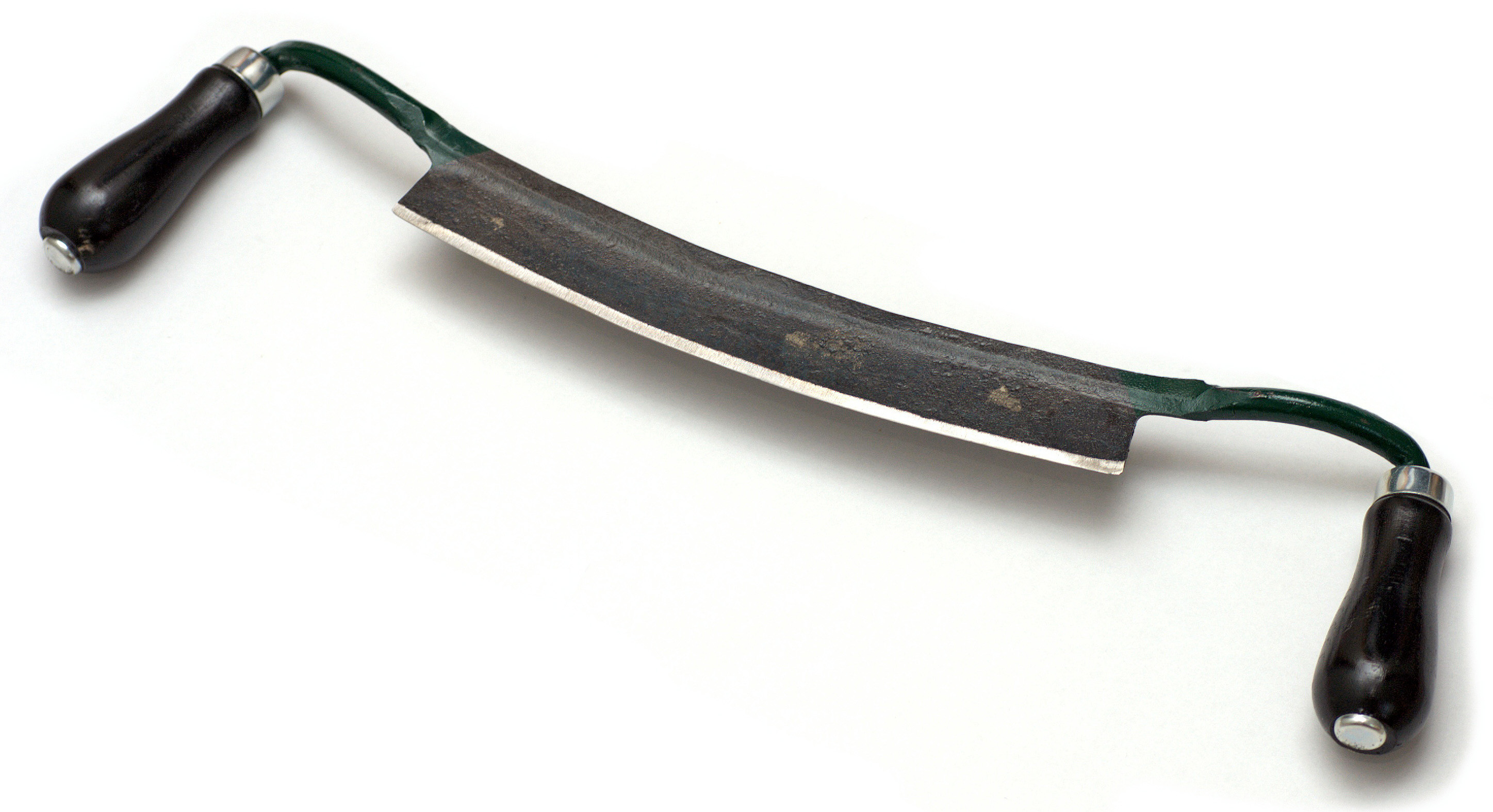
Zugmesser

Die Gruppe der Arbeitsmesser und Berufsmesser ist umfassend. Sie dienen beispielsweise verschiedenen Berufsgruppen und werden zur Jagd, im Weinberg, auf dem Schiff, im Wald, zur Bearbeitung von Holz oder zur Rettung eingesetzt. Viele werden auch als Freizeitmesser eingesetzt oder haben sich im Laufe der Zeit zu solchen entwickelt.

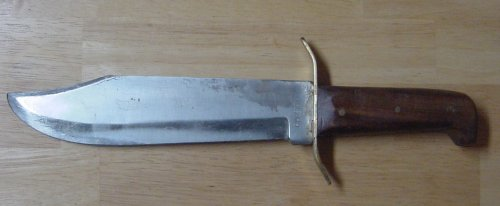
Bowiemesser
Bowiemesser sind eine Art von zuerst in Amerika verbreiteten, schweren Arbeits- und Kampfmessern. Sie gehören zu den Legenden des Wilden Westens und sind nach dem Trapper James Bowie benannt.
Cutter, Teppich- oder Kartonmesser
Im Haushalt, zum Öffnen von Kartons und zum Basteln benutztes Messer mit auswechselbarer Klinge. Stabil ausgeführt benutzt man den Cutter, um Teppich zu schneiden. Ist die benutzte Schneide stumpf geworden, wird die Klinge nicht nachgeschärft, sondern je nach Konstruktion wird die ursprüngliche Schneidleistung durch Abbrechen, Drehen oder Austauschen der Klinge wiederhergestellt. In der Schweiz wird es als Japanmesser bezeichnet, in Österreich als Stanley-Messer.

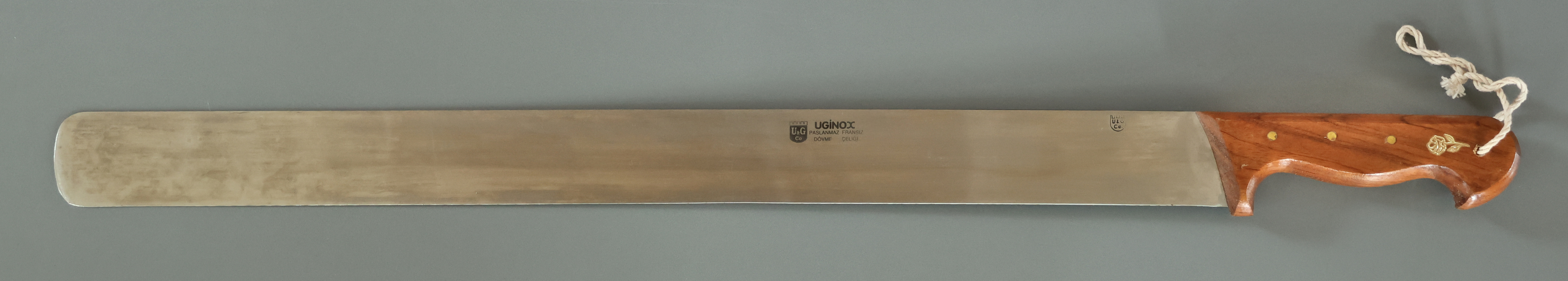
Dönermesser
Mit dem Dönermesser wird Fleisch von einem konischen senkrechten Drehspieß abgeschabt.
Fahrtenmesser
Der Begriff Fahrtenmesser wird für verschiedene Messertypen aus den Bereichen der Jagd-, Taschen- und Waldmesser benutzt. Er entstand in den 1920er Jahren und wurde von der Hitler-Jugend für das HJ-Fahrtenmesser übernommen.
Fleischer-, Metzger- oder Schlachtermesser
Fleischermesser sind Berufsmesser der Fleischer, Metzger und Schlachter, z. B. Ausbein-, Block-, Fleisch-, Zerlege- oder Abhäutemesser. Sie werden teils auch als Küchenmesser verwendet.
Hippe
Die Hippe ist ein Messer für Arbeiten im Gartenbau, der Land- und Forstwirtschaft.
Jagdmesser
Ein Jagdmesser benötigt der Jäger für vielfältige Arbeiten bei der Jagd und für das Abfangen und Arbeiten am erlegten Wild. Grundsätzlich ist dafür fast jedes stabile Messer geeignet. Dennoch haben sich im Laufe der Zeit für die verschiedenen Aufgaben besondere Formen von Jagdmessern entwickelt.
Kabelmesser
werden in der Elektroinstallation verwendet.
Kittmesser
werden traditionell von Glasern, Malern und Tischlern benutzt
Kürschnermesser
Kürschnermesser waren bis etwa zum ersten Drittel des 20. Jahrhunderts ein geschliffenes Stück Stahl, das bei Bedarf auf einem angefeuchteten Wetzstein spitz nachgeschliffen wurde. Heute bezeichnet der Begriff einen Klingenhalter in etwa der gleichen Form.
Machete
Eine Machete ist ein großes Buschmesser.
Rasiermesser
Ein Rasiermesser ist ein sehr scharfes Klappmesser für die Nassrasur.
Rettungsmesser
Rettungsmesser sind Spezialmesser zur Suche und Rettung von Opfern in Notfällen mit kurzen, stabilen Klingen, teilweise Sägeschliff, akustischen und optischen Hilfen (kleinen Leuchten und/oder Pfeifen) und starrer oder klappbarer Klinge.
Schiffs- oder Matrosenmesser
Schiffsmesser sind sehr einfach gehaltene Starrmesser, früher ausgestattet mit einer starken Sägeklinge zum Zerschneiden von Tauwerk.
Seglermesser
Seglermesser sind zumeist Klappmesser zur Unterhaltung der Takelage von Sport- und Freizeitbooten.
Schnitzmesser
Das Schnitzmesser dient der Holzbearbeitung; es ist Teil eines Satzes von Schnitzeisen.
Sicherheitsmesser
Im Gegensatz zu „herkömmlichen“ Messern mit feststehender Klinge wird die Klinge bei Sicherheitsmessern durch eine Zugfeder automatisch in den Griff zurückgezogen, sobald die Klinge keinen Kontakt mehr zum Schneidgut hat. Durch diese selbsttätig wirkende Klingensicherung werden gefährliche Schnittverletzungen verhindert.
Tapetenmesser
Messer zum Trennen von Tapetenrollen auf die gewünschte Länge. Sie sind zweischneidig und relativ stumpf.
Tauchermesser
Tauchermesser sind Spezialmesser zum Gebrauch im und unter Wasser.
Tscherper
Der Tscherper war vom 16. bis Anfang des 20. Jahrhunderts als Messer mit gerader Schneide ein unentbehrliches Werkzeug der Bergleute.
Waldmesser
Waldmesser sind skandinavische Gebrauchsmesser für alle Gelegenheiten mit stabilen Klingen und meist hölzernem Griff.
Zigarrenmesser
sind keine Zigarrenschneider, sondern Berufsmesser der Tabakindustrie für die Zigarrenherstellung.
Zugmesser
Das Zugmesser, Ziehmesser oder Schäleisen wird zum Entrinden und Schnitzen benutzt.